# Modèle d'Uppsala
Le modèle d'Uppsala est une modélisation en science sociales qui permet d'étudier les processus d'internationalisation des organisations. Il a pour principal objet l'étude des différentes étapes que suivent les entreprises privées lorsqu'elles cherchent à étendre leurs débouchés en exploitant des marchés en dehors de leur pays d'origine.

## Origines et développement
Le modèle tire son nom de l'université d'Uppsala. En effet l'un des deux co-auteurs du premier article scientifique établissant le modèle enseignait dans le département des sciences de gestion de la faculté des sciences sociales de cette université. L'article fut publié dans le Journal of International Business Studies en 1977. 
Le modèle s'appuie plus généralement sur la théorie comportementale de l'entreprise établie par les auteurs américains Cyert et March de l'université Carnegie-Mellon dans les années 1960 qui a établi une ontologie de l'apprentissage des organisations.
Le modèle a été revu et modifié par ses auteurs au gré des abondantes objections, commentaires et raffinements qu'il a suscité dans la communauté scientifique,.

## Principe du modèle original
Le modèle découpe le processus d'internationalisation d'une entreprise en quatre étapes.
| Etape   | Description |
| ------- | --- |
| Etape 1 | L'entreprise n'a pas de relations économiques établies avec l'étranger. Exportations sporadiques depuis le pays hôte.                    |
| Etape 2 | L'entreprise fait appel à un tiers pour exporter ses biens ou services vers les pays qu'elle souhaite atteindre.                         |
| Etape 3 | L'entreprise établit une force de vente dans les pays où se trouvent les marchés qu'elle veut conquérir.                                 |
| Etape 4 | L'entreprise établit des capacités de production pour pouvoir fournir les produits et services directement dans les pays de destination. |

Pour chaque étape les auteurs utilisent la notion de distance psychique entre la culture du pays hôte de l'entreprise et la culture du pays de destination pour analyser les processus de prise de décision de l'entreprise. En particulier ils démontrent la corrélation entre la connaissance du marché par le dirigeant et le niveau d'engagement de l'entreprise dans ce marché. Ils définissent l'engagement comme une résultante du niveau d'investissement pour acquérir des ressources sur le marché et la difficulté graduelle pour remplacer ces ressources qui croit avec leur complexité et spécificité.
Les dirigeants sont limités dans leurs décisions par leur manque de connaissance d'un marché étranger. Plus ces-derniers prennent des décisions qui accroissent l'engagement de l'entreprise dans un marché donné, plus leur niveau de connaissance sur ce marché s'améliore. Ces décisions et leurs améliorations n'étant pas immédiates dans le temps, leur prise d'effet donne lieu à des délais qui définissent les étapes du processus. Les auteurs définissent un modèle d'interaction entre les activités de l'entreprise sur un marché étranger, le niveau de connaissance des dirigeants et leur capacité à prendre des décisions.

## Évolutions du modèle
La publication du premier article en 1977 a été le précurseur de travaux chez d'autres chercheurs qui ont voulu préciser les contours du modèle, en tester la validité de manière empirique ou bien le confronter à d'autres modèles théoriques s'intéressant à l'économie d'entreprise et l'économie comportementale.

## Critiques et limites du modèle
Le caractère séquentiel du modèle est critiqué pour ne pas refléter la diversité des cas d'internationalisation.
Aussi la notion de mesure de la distance psychique entre différentes cultures des affaires continue de faire l'objet de nombreux débats.

## Sources
1. ↑  (en) Jan Johanson et Jan-Erik Vahlne, « The Internationalization Process of the Firm—A Model of Knowledge Development and Increasing Foreign Market Commitments », Journal of International Business Studies, vol. 8, no 1,‎ 1er mars 1977, p. 23–32 (ISSN 1478-6990, DOI 10.1057/palgrave.jibs.8490676, lire en ligne, consulté le 25 mai 2023)
2. ↑  (en) « A Behavioral Theory of the Firm », sur profilpelajar.com (consulté le 25 mai 2023).
3. ↑  (en) Jan Johanson et Jan-Erik Vahlne, « The Uppsala internationalization process model revisited: From liability of foreignness to liability of outsidership », Journal of International Business Studies, vol. 40, no 9,‎ 1er décembre 2009, p. 1411–1431 (ISSN 1478-6990, DOI 10.1057/jibs.2009.24, lire en ligne, consulté le 25 mai 2023)
4. ↑  (en) Jan-Erik Vahlne et Jan Johanson, « From internationalization to evolution: The Uppsala model at 40 years », Journal of International Business Studies, vol. 48, no 9,‎ 1er décembre 2017, p. 1087–1102 (ISSN 1478-6990, DOI 10.1057/s41267-017-0107-7, lire en ligne, consulté le 25 mai 2023)